# Walgreens Boots Alliance
Walgreens Boots Alliance, Inc. er et amerikansk holdingselskab, der ejer og driver apotekerne Walgreens og Boots, samt flere lægemiddelproduktions- og grossistvirksomheder.